# 蓮葉院
蓮葉院（れんよういん）は、群馬県館林市にある新義真言宗の寺院。

## 歴史
1574年（天正2年）、秀誉法印によって開山された。1776年（安永5年）、当院が所蔵している正観音像をもって、東上州三十三観音霊場の第7番札所として指定された。
1914年（大正3年）に近くにあった「万日堂」を吸収合併し、その堂をもって仮本堂とした。1956年（昭和31年）に現在の本堂を新築した。

## 交通アクセス
- 渡瀬駅より徒歩25分。